# Chüttlitz
Chüttlitz gehört zur Ortschaft Brietz und ist ein Ortsteil der Hansestadt Salzwedel im Altmarkkreis Salzwedel in Sachsen-Anhalt.

## Geographie
Das altmärkische Rundplatzdorf Chüttlitz liegt drei Kilometer nordwestlich von Salzwedel. Im Nordosten fließt der Katerhorster Graben.
Die Nachbarorte sind Blütlingen im Norden, Teplingen, Lübbow und Hoyersburg im Nordosten, Salzwedel und Böddenstedter Mühle im Südosten, Böddenstedt im Süden, Groß Gerstedt im Südwesten sowie Brietz und Brietzer Mühle im Nordwesten.

## Geschichte

### Mittelalter bis Neuzeit
Im Jahre 1340 wird das Dorf Chüttlitz als ville gutlitz genannt, als Henning von Gartow eine Hufe Land aus dem Dorf an Dietrich Brewitz verkaufte. 1365 heißt es in einer Urkunde In villa Chulitze. Im Landbuch der Mark Brandenburg von 1375 wird das Dorf als Gudelitze aufgeführt. Es gehörte den von Bartensleben. Weitere Nennungen sind: 1393 dat dorp tho Chuttlisse, 1420 dacz dorff gütlitz [...] dacz ist wuste (also unbewohnt), 1435 Ghutlitze, 1503 Chuttelitze, 1687 Chützlitz und 1804 Chütlitz.
Das Großsteingrab Chüttlitz wurde bereits im 19. Jahrhundert zerstört.
Südlich des Dorfes befindet sich eine nicht abgedeckte Altdeponie, in deren Nordwesten ein archäologisches Denkmal liegt.

### Eingemeindungen
Ursprünglich gehörte das Dorf zum Salzwedelischen Kreis der Mark Brandenburg in der Altmark. Zwischen 1807 und 1813 lag es im Stadtkanton Salzwedel auf dem Territorium des napoleonischen Königreichs Westphalen. Ab 1816 gehörte die Gemeinde zum Kreis Salzwedel, dem späteren Landkreis Salzwedel.
Am 25. Juli 1952 kam die Gemeinde Chüttlitz zum Kreis Salzwedel. Am 1. März 1973 wurde die ehemals eigenständige Gemeinde Chüttlitz aus dem Kreis Salzwedel in die Gemeinde Brietz eingemeindet. Mit der Eingemeindung von Brietz nach Salzwedel am 1. Januar 2003 kam der Ortsteil Chüttlitz zur Stadt Salzwedel. Gleichzeitig entstand die Ortschaft Brietz, dem der Ortsteil zugeordnet wurde.

### Einwohnerentwicklung
| Jahr | Einwohner |
| ---- | --------- |
| 1734 | 065       |
| 1774 | 080       |
| 1789 | 078       |
| 1798 | 078       |
| 1801 | 078       |
| 1818 | 068       |
| 1840 | 134       |
| 1864 | 127       |
| 1871 | 134       |
| 1885 | 142       |

| Jahr | Einwohner |
| ---- | --------- |
| 1892 | [00]119   |
| 1895 | 143       |
| 1900 | [00]168   |
| 1905 | 170       |
| 1910 | [00]194   |
| 1925 | 154       |
| 1939 | 169       |
| 1946 | 202       |
| 1966 | 146       |
| 1971 | 149       |

| Jahr | Einwohner |
| ---- | --------- |
| 2005 | [00]493   |
| 2010 | [00]462   |
| 2014 | [00]437   |
| 2015 | [00]438   |
| 2020 | [00]421   |
| 2021 | [00]444   |
| 2022 | [00]446   |
| 2023 | [0]458    |

Quelle, wenn nicht angegeben, bis 1971:

## Religion
Die evangelischen Christen aus Chüttlitz gehörten früher zur Kirchengemeinde Kemnitz und damit zur Pfarrei St. Marien- und Mönchskirche in der Altstadt von Salzwedel. Die evangelischen Chüttlitzer gehören heute zum Pfarrbereich Salzwedel-St. Marien im Kirchenkreis Salzwedel im Bischofssprengel Magdeburg der Evangelischen Kirche in Mitteldeutschland.